# @Work
@Work was een radioprogramma van BNN op 3FM dat van 6 september 2010 t/m 18 december 2013 werd uitgezonden tussen 10:00 en 12:00. De presentatie was in handen van Domien Verschuuren. @Work was op 3FM de opvolger van de Arbeidsvitaminen dat naar Radio 5 is gegaan.

## Programmaonderdelen
- Request. Verzoekjes van de luisteraars.
- Guilty Pleasure . Elke dag draaide Domien een foute plaat gekozen door de luisteraar
- Lunchtip tip van de dag. Samen met Gerard Ekdom werd aan het eind van het programma besloten wat de lunchtip van de dag was.

Regelmatig terugkerende programmaonderdelen:
- De droombaan. Elke week gaf Domien een droombaan voor 1 dag weg aan een luisteraar
- De hyperlink. Elke donderdag ging Domien verder met de Hyperlink. Dit was een muzikale ketting van nummers en elke week werd er nieuwe nummers bij aan gehangen door de luisteraars.
- De @Work vrijdagmiddagborrel. Iedere vier weken gaf Domien een vrijdagmiddagborrel weg

Daarnaast werd tijdens het programma op twitter ieder uur het spel Raad de tweede plaat (RDTP) gespeeld waarbij door de redactie een eenvoudig getekend plaatje gepost werd waarin het nummer werd uitgebeeld dat als tweede plaat na het nieuws gedraaid zal worden. Luisteraars konden vervolgens raden welke plaat uitgebeeld werd. Er waren daarbij geen prijzen te winnen. Overigens werd de betreffende plaat ook weleens als eerste of als derde plaat na het nieuws gedraaid, de titel van het item werd in dat geval aangepast.
Op 1 maart 2013 vond eenmalig het @Work Sjoeltournooi plaats op Papendal in Arnhem. Individuen en groepen konden zichzelf inschrijven, ter plekke werden de individuen tot teams geformeerd. Een van de teams van individuen won verrassend het toernooi. De hoofdprijs voor alle drie de individuen uit dit team was een combiticket voor Paaspop in Schijndel.
Op 27 augustus 2013 werd bekendgemaakt dat het programma per januari 2014 zou stoppen. Het timeslot is overgenomen door Michiel Veenstra met MetMichiel, Domien presenteerde daarna van 6 januari 2014 tot 14 november 2016 het programma Dit is Domien van 19:00 tot 22:00. Vanaf november 2016 tot en met augustus 2018 was Domien weer terug in de ochtend, deze keer om het tijdsslot 6:00-9:00 op zich te nemen. Sinds 1 oktober 2018 is Verschuuren elke middag van 16:00 tot 19:00 te horen op de commerciële zender Qmusic.